# Cyanidium caldarium
Espèce
Cyanidium caldarium est une espèce d’algues rouges unicellulaire de la famille des Cyanidiaceae. 

## Description
Cette espèce vit en eau douceAlgaeBase (ref).
C'est une algue extrêmophile qui vit dans les mares ou sols chauds et acides, ou des sources chaudes. C'est un acidophile, supportant une acidité autour de pH=0, très rare dans un organisme vivant, et une température optimale de croissance d'environ 50 degrés Celsius.

## Systématique
Le nom correct complet (avec auteur) de ce taxon est Cyanidium caldarium (Tilden) Geitler, 1933.
C'est l'espèce type de son genre.

## Publication originale
- (de) Geitler, L. (1933). Diagnosen neuer Blaualgen von den Sunda-Inseln. Arch. Hydrobiol. Suppl. 12: 622-634.